# Кіттітас (Вашингтон)
Кіттітас (англ. Kittitas) — місто (англ. city) в США, в окрузі Кіттітас штату Вашингтон. Населення — 1438 осіб (2020).

## Географія
Кіттітас розташований за координатами 46°59′6″ пн. ш. 120°25′11″ зх. д. / 46.98500° пн. ш. 120.41972° зх. д. (46.985107, -120.419654).  За даними Бюро перепису населення США в 2010 році місто мало площу 1,97 км², уся площа — суходіл.

## Демографія
Згідно з переписом 2010 року, у місті мешкала 1381 особа в 543 домогосподарствах у складі 366 родин. Густота населення становила 702 особи/км².  Було 579 помешкань (294/км²).
Расовий склад населення:
| - 86,7 % — білих - 0,9 % — корінних американців - 0,6 % — чорних або афроамериканців - 0,3 % — азіатів - 8,2 % — осіб інших рас |

До двох чи більше рас належало 3,3 %. Частка іспаномовних становила 13,1 % від усіх жителів.
За віковим діапазоном населення розподілялося таким чином: 28,4 % — особи молодші 18 років, 58,9 % — особи у віці 18—64 років, 12,7 % — особи у віці 65 років та старші. Медіана віку мешканця становила 33,3 року. На 100 осіб жіночої статі у місті припадало 101,6 чоловіків;  на 100 жінок у віці від 18 років та старших — 95,8 чоловіків також старших 18 років.
Середній дохід на одне домашнє господарство  становив 50 139 доларів США (медіана — 39 803), а середній дохід на одну сім'ю — 47 533 долари (медіана — 38 553). Медіана доходів становила 36 620 доларів для чоловіків та 28 523 долари для жінок. За межею бідності перебувало 17,4 % осіб, у тому числі 21,8 % дітей у віці до 18 років та 11,0 % осіб у віці 65 років та старших.
Цивільне працевлаштоване населення становило 582 особи. Основні галузі зайнятості: освіта, охорона здоров'я та соціальна допомога — 25,8 %, мистецтво, розваги та відпочинок — 18,2 %, будівництво — 13,2 %, роздрібна торгівля — 12,4 %.